# Многоножка обыкновенная
Многоно́жка обыкнове́нная, или Сла́дкий па́поротник (лат. Polypódium vulgáre) — вид травянистых папоротников семейства Многоножковые (Polypodiaceae). Ранее считался широко распространенным таксоном во всем мире, особенно в Северном полушарии. Со второй половины XX века такой учёт соответствует комплексу из более чем десятка видов, в который входит и Polypodium vulgare, узко рассматриваемый как вид, возникший в результате скрещивания Polypodium sibiricum и P. glycyrrhiza. Она распространена в Европе и Западной Азии. Растёт в самых разных местах обитания — в лесах, на скалах и стенах. В частности, в прошлом она использовалась как лекарственное растение, иногда или локально как съедобное (особенно во времена голода), а корневища называли «сладким папоротником» из-за их сладкого вкуса. Иногда многоножку выращивают как декоративное растение, включая оригинальные декоративные сорта, которые сильно отличаются от видовых растений.

## Распространение

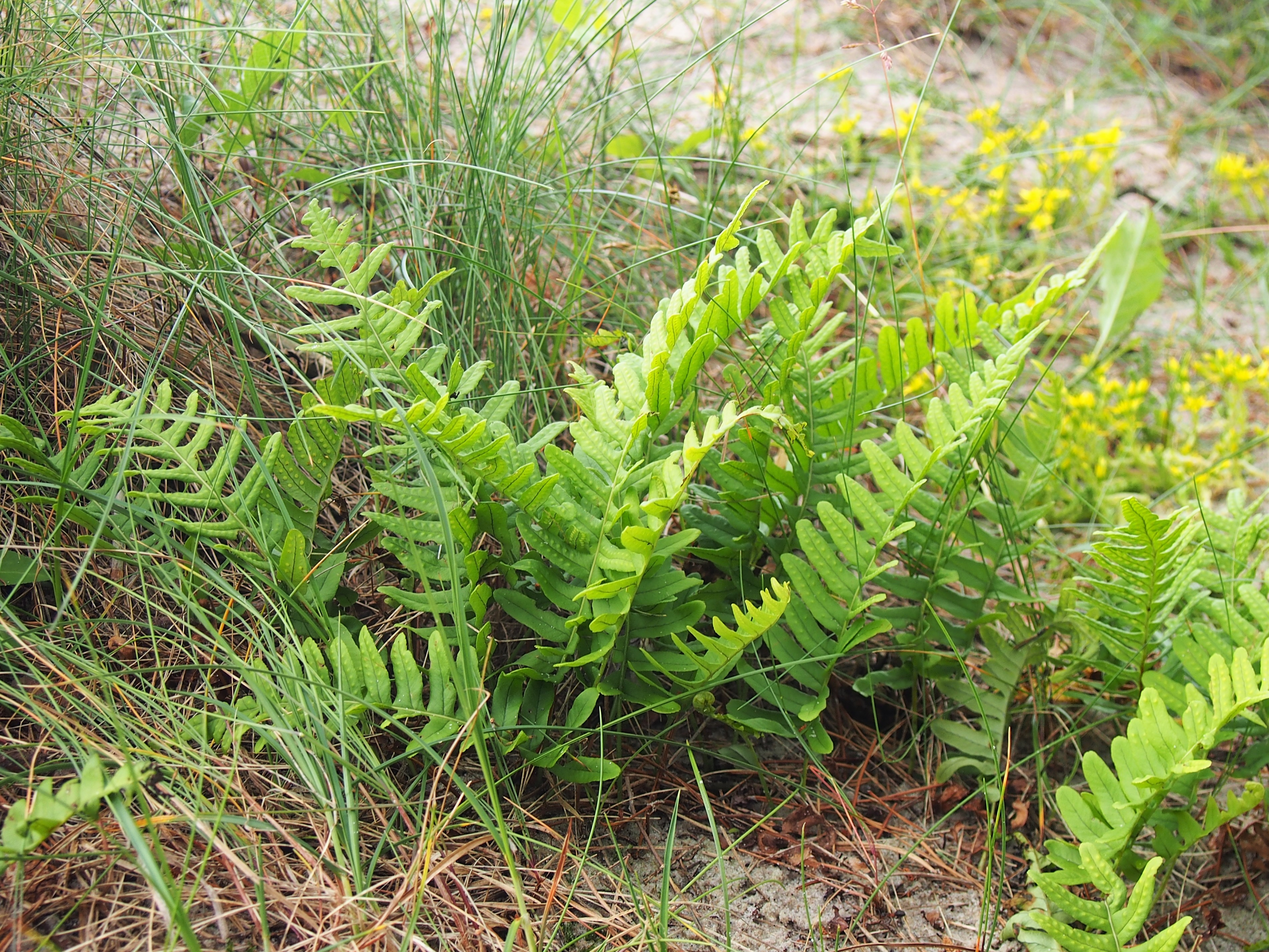
Многоножка обыкновенная, растущая на прибрежной дюне

Распространена в умеренной части Северного полушария (лесная, горно-лесная, субальпийская, горно-тундровая зоны), в ряде мест умеренного пояса Южного полушария.
В прежнем широком систематическом представлении Polypodium vulgare включал около десятка видов, выделяемых в настоящее время, ареал которых охватывает обширные области северного полушария, включая Северную Америку, поэтому в старых источниках ареал вида представлен широко.
В современных условиях встречается почти во всей Европе, за исключением некоторых островов Средиземного моря, в западной Азии, доходя до северо-западного Китая (автономный район Синьцзян) и Бурятии в России. О виде сообщалось из Марокко из массива Тубкаль, кроме того, растёт далеко от своего густого ареала в южной Африке, на островах Кергелен и в Дальневосточной Азии от Сахалина до Кореи. Как интродуцированный вид, распространяется в Новой Зеландии. Причина разобщенности ареала многоножки обыкновенной и таксонов, от скрещивания которых произошёл вид (встречающихся вместе в северо-восточной Азии и северо-западной части Северной Америки), пока не объяснена.
В России растёт в европейской части (Карело-Мурманский, Двинско-Печорский, Ладожско-Ильменский, Верхне-Волжский (редко), Волжско-Камский (восток), Волжско-Донской (восток), Причерноморский, Крымский флористические районы), на Кавказе, в Сибири (Обский (редко), Алтайский, Даурский флористические районы), на Дальнем Востоке (Приморье, Сахалин (юг), Курилы (юг)).
Единственный папоротник-эпифит, растущий в Средней России.
В Польше многоножка обыкновенная широко распространена, особенно в горах, но в некоторых районах встречается реже или отсутствует, особенно в северной части Подкарпатского воеводства, различных частях Мазовецкого и Подляского воеводств.
Плодовитый и устоявшийся гибрид —  многоножка переходная Polypodium interjectum — встречается в Западной и Центральной Европе, достигая востока до окрестностей Москвы и Крыма. В Польше вид известен только из Качавских предгорий, также сообщалось о его встречах в окрестностях Щецина. В Польше более распространен стерильный, но долгоживущий и вегетативно размножающийся гибрид между многоножкой обыкновенной и переходной — Polypodium × mantoniae. Он известен из ряда местонахождений в Нижнесилезском воеводстве и нагорной полосе, а также из единичных местонахождений в северной Польше — на острове Волин и в районе озера Бродница.
Растёт в расщелинах скал и на замшелых камнях, каменистых осыпях, под пологом леса.

## Ботаническое описание

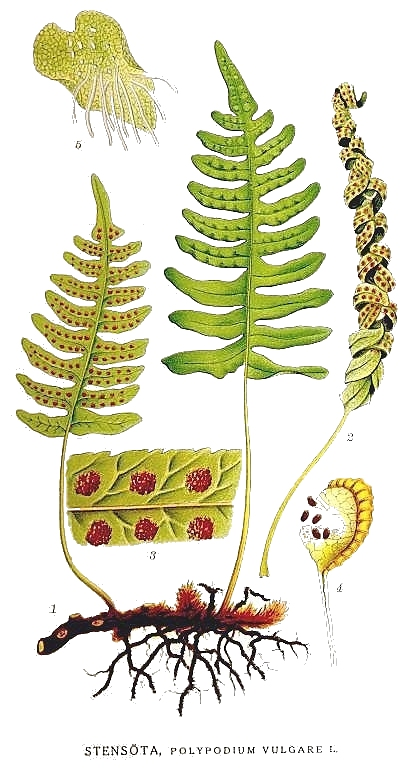

Низкорослый вечнозелёный папоротник с кожистыми, перисто-сложными листьями (по другим источникам листья простые, перисто-раздельные) до 20 см длиной.
Корневище ползучее, несколько сплюснутое, достигающее до 40 см в длину и до 7 мм толщиной. Оно покрыто золотисто-коричневыми чешуйками от щетинистой до ланцетной формы, с тупыми или острыми выростами по краям, достигающими 3,5-4 мм в длину. Корневище имеет сладковатый вкус, благодаря которому получило народное название «сладкий корень».

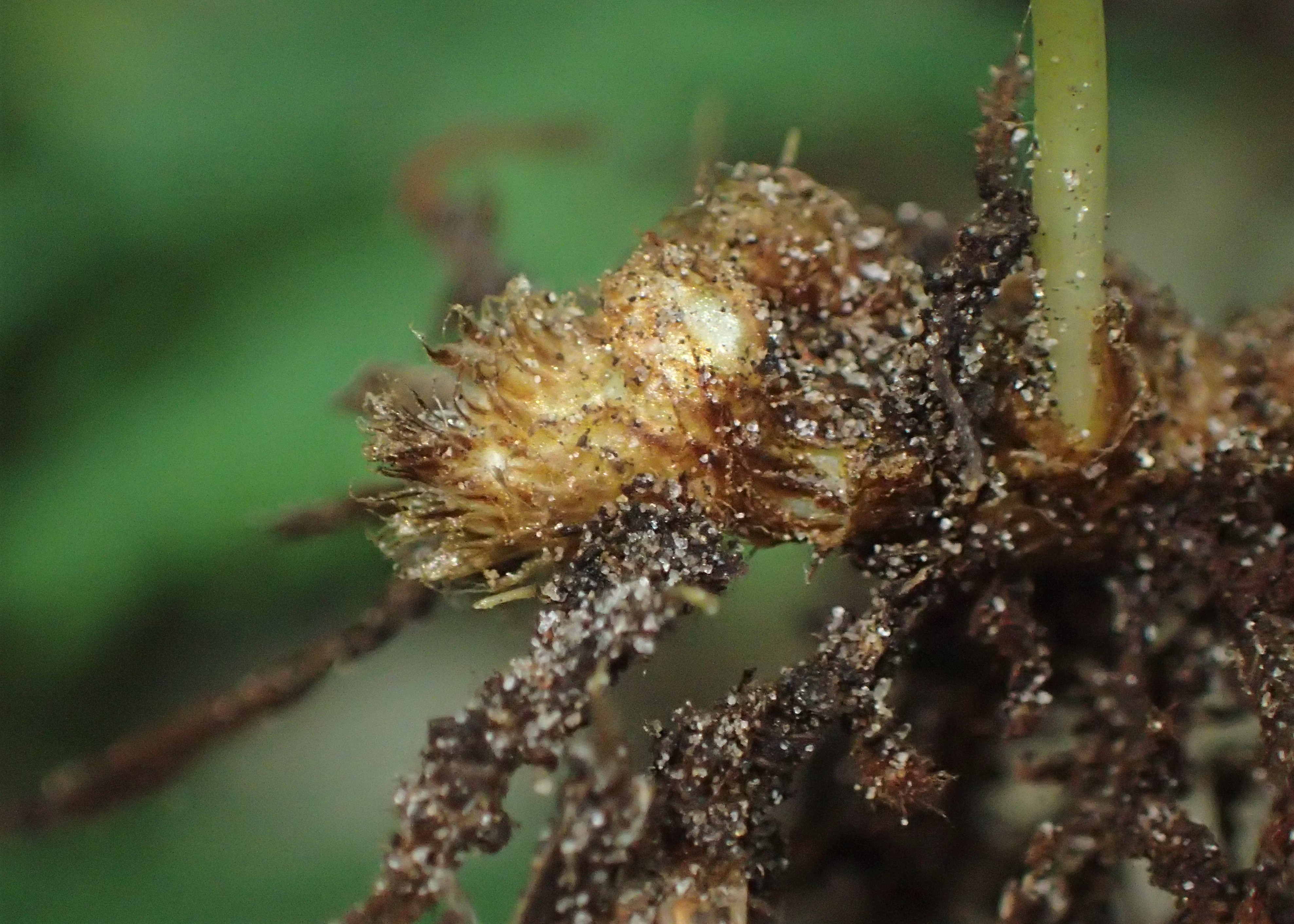
Верхушечная почка корневища покрыта чешуйками
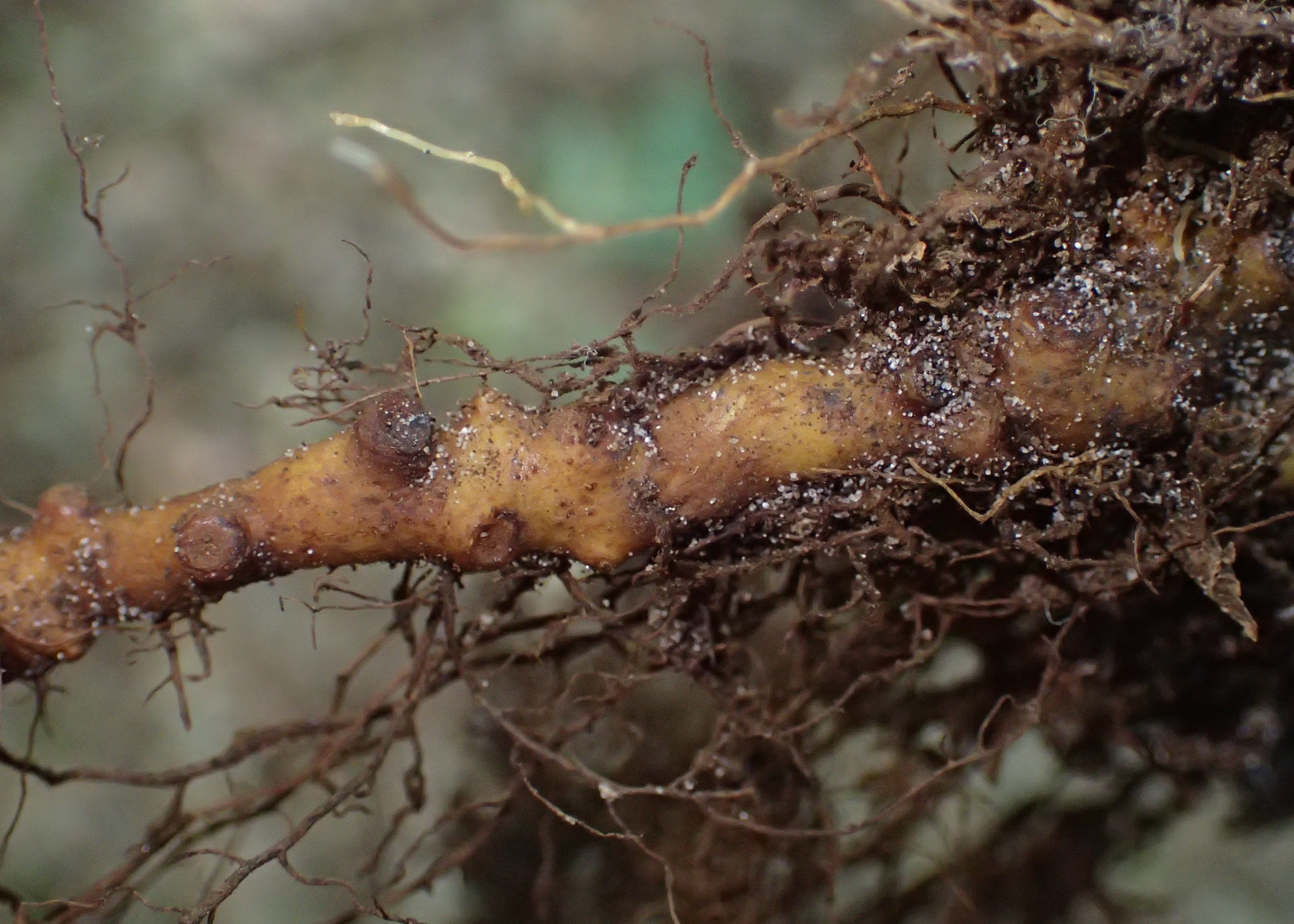
Корневище с листьями
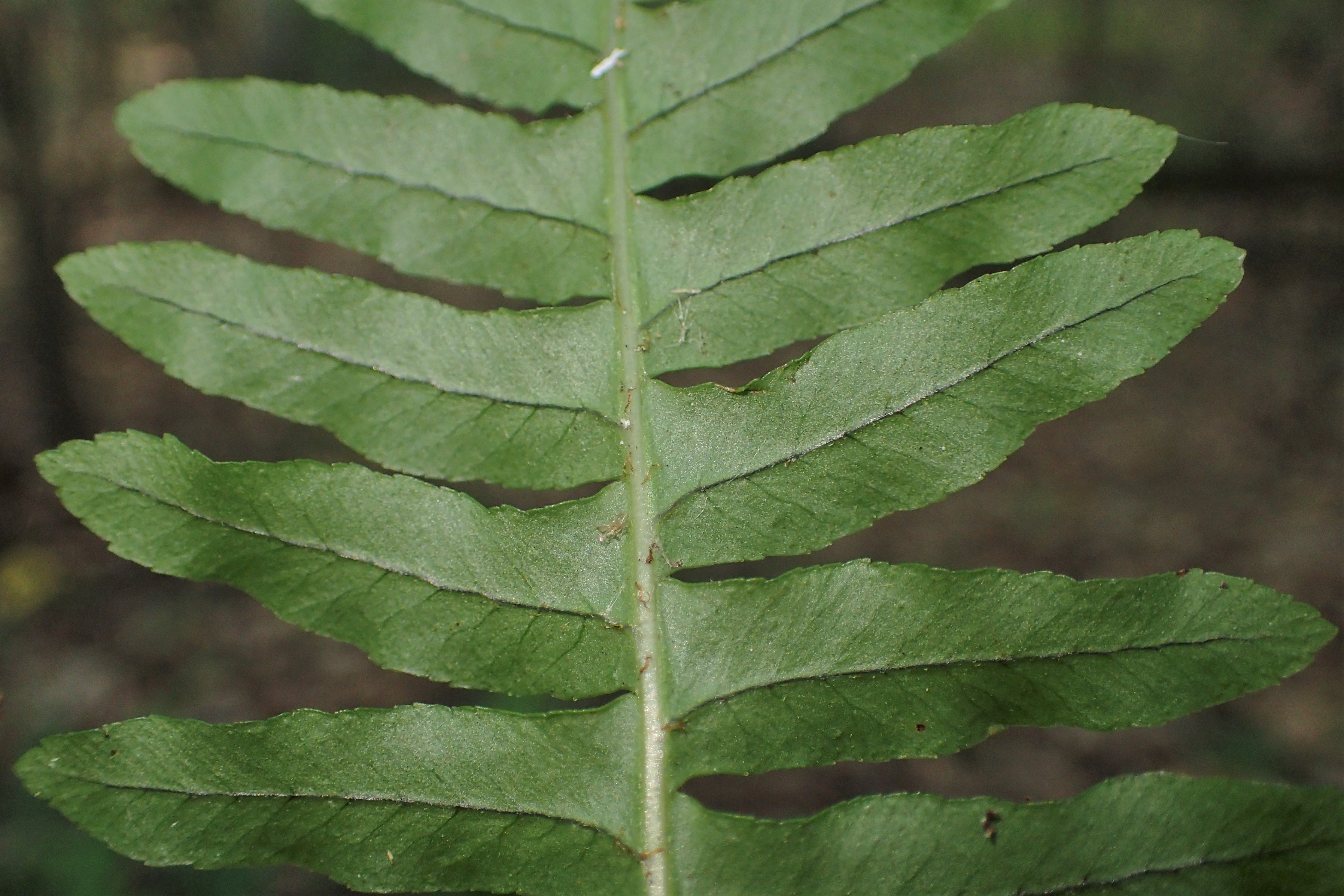
Сегменты листьев с нижней стороны
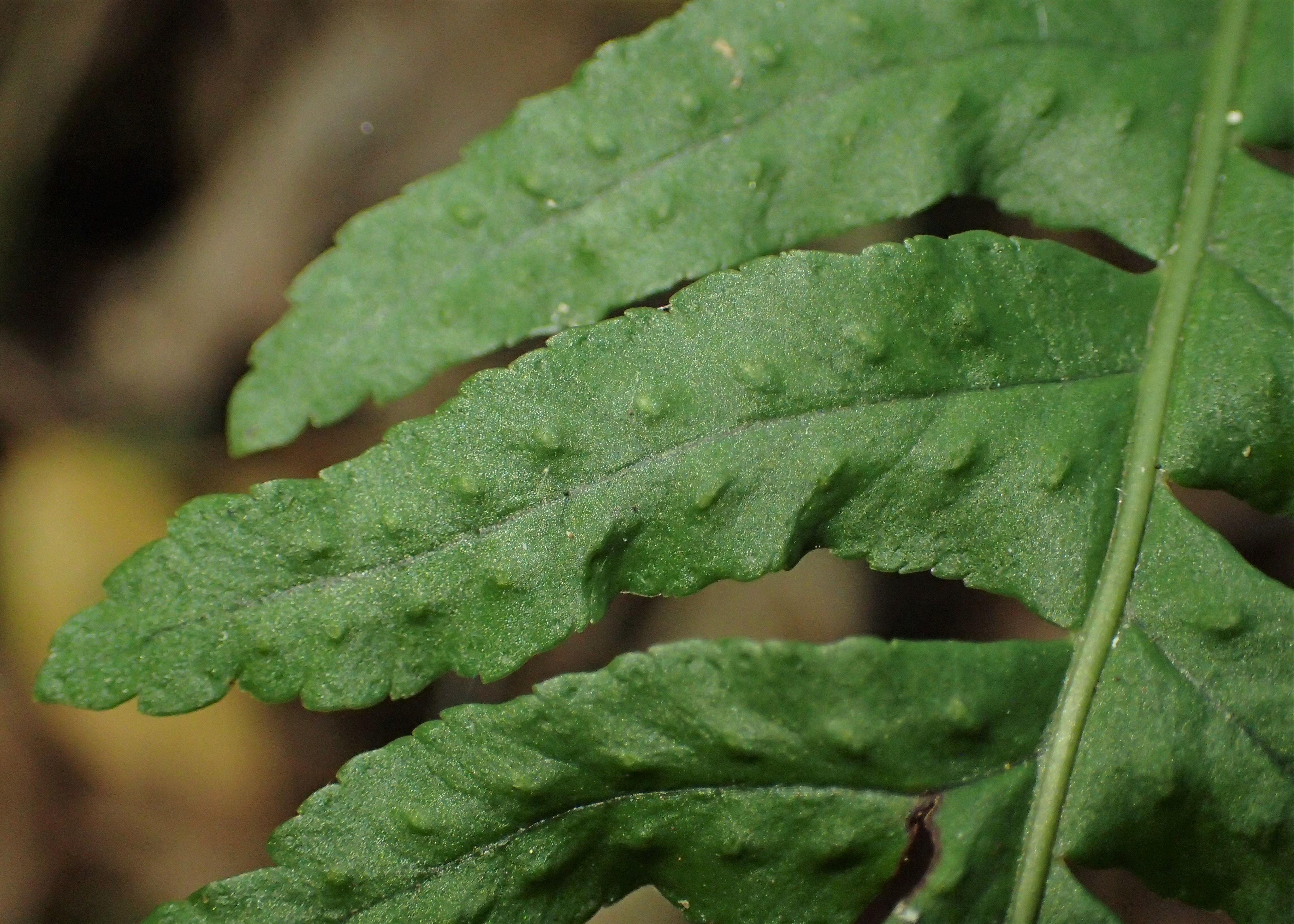
Выпуклая лопасть листа над спорой

Листья растут поодиночке в два ряда с верхней стороны корневища. Они имеют длинный черешок (обычно 5–10 см длиной, соломенного цвета, чешуйчатый у основания, голый сверху) и обычно достигают 25–30 см в длину, редко до 40 см и в исключительных случаях до 60 см. Листовая пластинка тёмно- и ярко-зелёная, редко серовато-зелёная, ланцетной формы (заметно сужающаяся к вершине и слегка к основанию), иногда, особенно у растений из тенистых мест, почти равносторонняя. Лист односложно-непарноперистый, перевернутый, несколько кожистый, голый, тёмно-зелёный. Сегменты листа, которых обычно 12–15 пар, имеют широкое основание, цельнокрайные или редко, неравномерно и тупо пильчатые, округлые на вершине и редко заострённые. Самые нижние сегменты обычно не направлены вверх и не вытянуты. Через отдельные сегменты листа проходят срединные жилки, от которых в стороны расходятся боковые жилки, раздваивающиеся до 2–3 раз, со слегка утолщенными, щуплыми окончаниями, не доходящими до краев листовой пластинки.
Спорангий собраны из круглых скоплений спор, образующиеся на нижней стороне листовой пластинки, в два ряда на концах верхних ветвей боковых жилок, на некотором расстоянии от краев пластинки. Парафизы отсутствуют внутри пилеуса. Споры не покрыты обёрткой. Кольцо спор (аннулус) с 10–15 (редко от 8 до 20) утолщенными клетками. Между ними и основанием ствола споры обычно находится одна тонкостенная базальная клетка. Споровая груда изначально зелёная, затем кольцо утолщенных клеток, окружающих споры, становится золотистым (отличительная особенность этого вида), после чего споры становятся жёлтыми и, наконец, коричневыми.

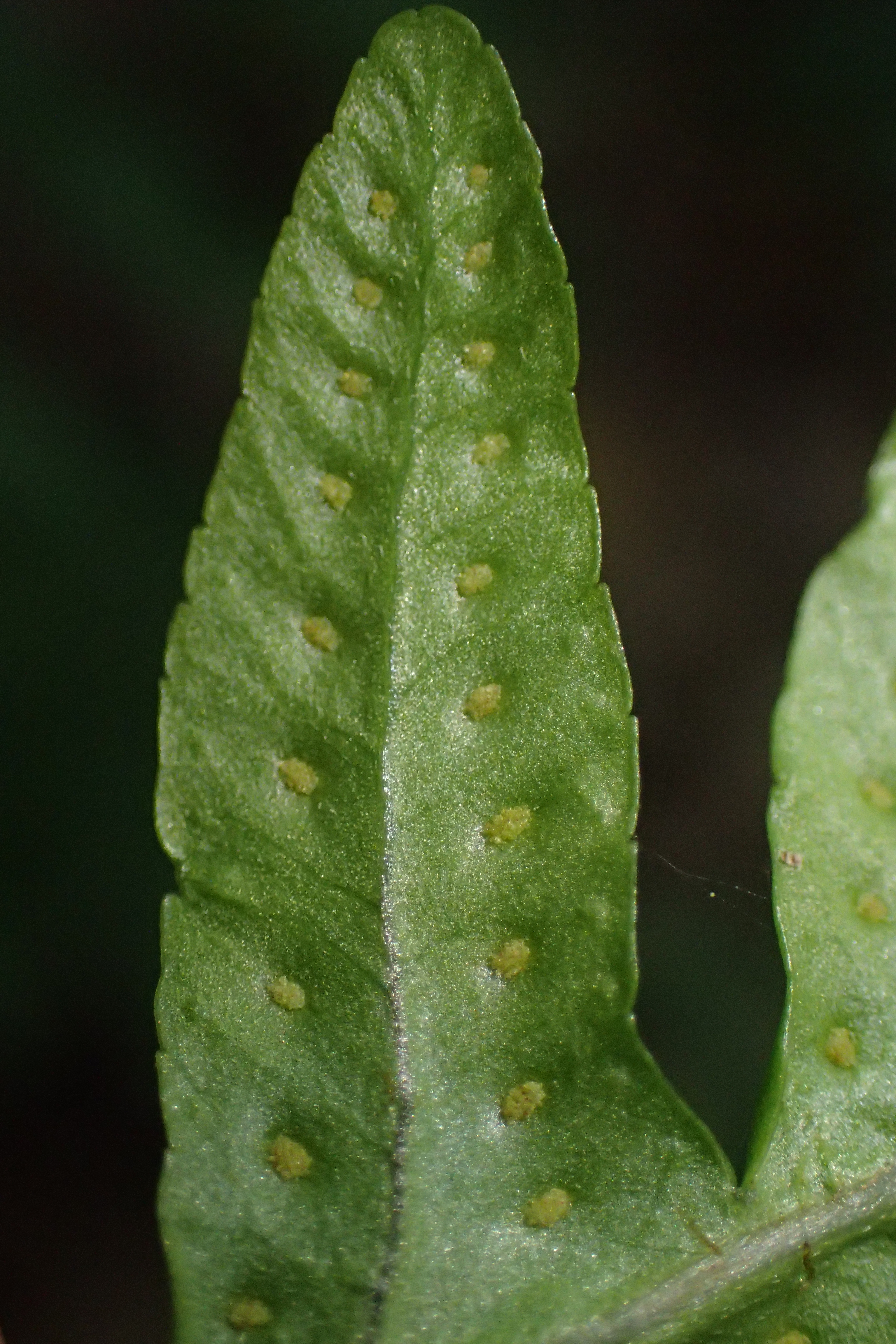
Зарождающиеся споры
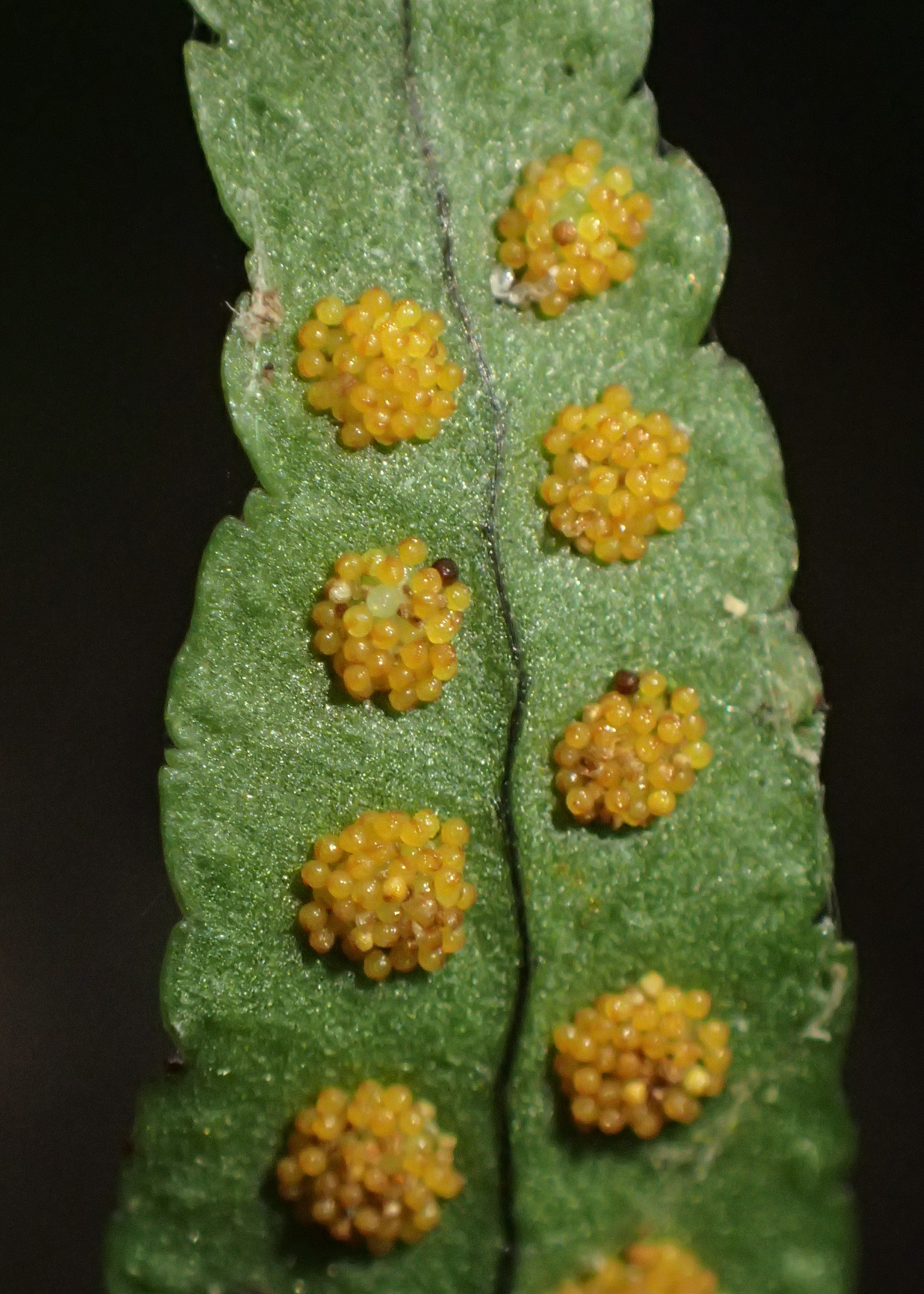
Зрелые споры
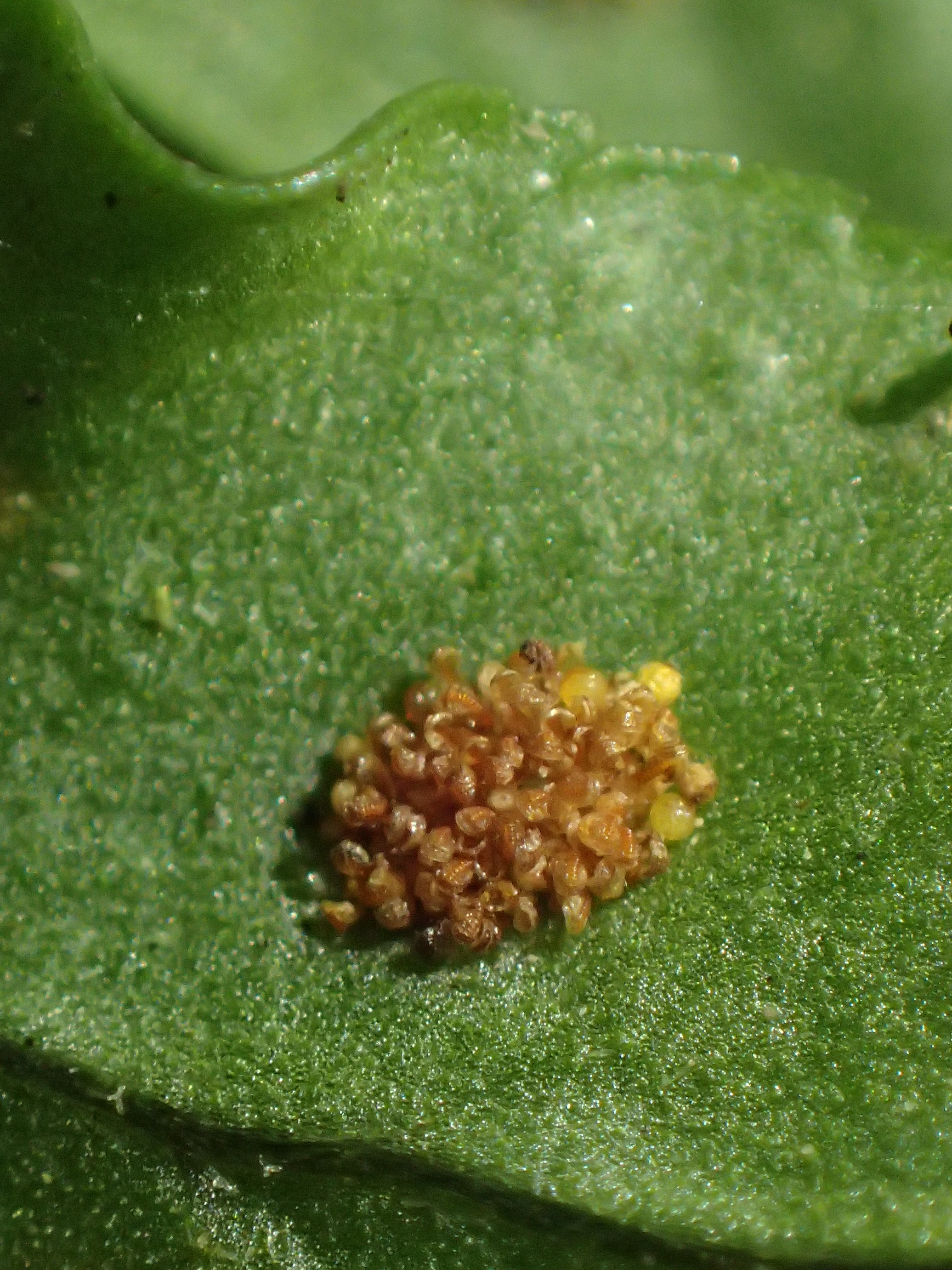
Скопление зрелых спор
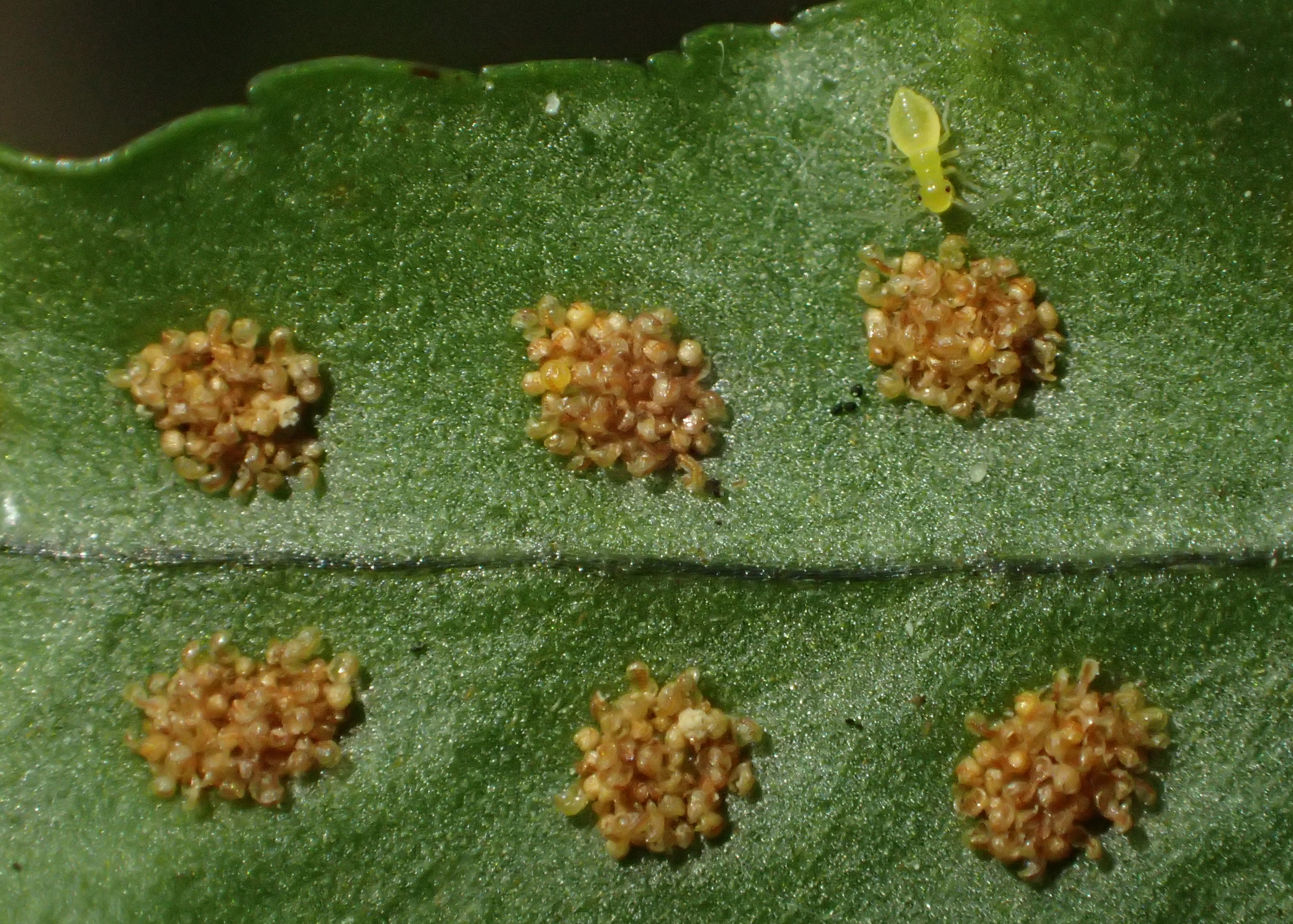
Скопление зрелых спор

Споры достигают 55–77 мкм в длину и 45–50 мкм в ширину. Они бледно-жёлтые, бобовидной формы. Стенка споры покрыта продольными сосочками, расположенными рядами по направлению к рубцу на вогнутой стороне. Споры созревают в первой половине лета.
Сорусы расположены в два ряда вдоль центральной жилки, первоначально они золотистые, позднее темнеют.

#### Похожие виды, встречающиеся в Европе
Несмотря на ряд различий в морфологическом строении между типичными экземплярами разных близкородственных видов, между ними существует настолько высокая степень вариабельности, что только анализ микроскопических признаков (количество утолщенных клеток, образующих споровое кольцо, количество клеток между споровым кольцом и споровым стержнем, длина стоматов и спор) может обеспечить уверенность в таксономическом диагнозе.
У многоножки переходной  Polypodium interjectum Shivas. чешуйки на корневище широкие у основания, яйцевидно-ланцетные или продолговатые, достигают 4–6 мм в длину. Её листья достигают 50, иногда 70 см в длину, обычно серо-зелёные, узкояйцевидные в очертании. Сегменты цельнокрайные или остропильчатые, эпифизы иногда удлиненные и слегка приподняты вверх. Кончики сегментов листьев заостренные до округлых. Боковые нервы раздваиваются 3-4 раза. Ворсинки спор имеют эллиптическую форму и обычно немного меньше, чем у P. vulgare. Кольцо споры образовано 6–10 (редко до 12) утолщенными клетками с 2—4 базальными клетками в их основании. Этот вид чаще растет в слабощелочных и более затенённых местах обитания, чем многоножка обыкновенная.
Как стерильный гибрид, Polypodium ×mantoniae Rothm. отличается маленькими, овальными споровыми кучками, в которых большинство спор сморщенные и только некоторые в кучке развиты, и они также содержат споры, неспособные к прорастанию. Эти растения, благодаря гетерозису, обычно более яркие, чем родительские таксоны, и сильно распространяются вегетативно — обычно большими участками. Кончики сегментов листьев обычно слабо заострены.
Polypodium cambricum L. предпочитает места обитания, богатые карбонатом кальция. Листья широкояйцевидные до треугольных, с нижними сегментами, явно приподнятыми вверх (относительно плоскости остальной части лопасти). Края сегментов всегда более или менее отчётливо пильчатые, а концы сегментов обычно острые. Скопления спор овальные. Он также отличается постоянным присутствием парафизов внутри споровых кучек (редко присутствуют у переходного папоротника, всегда отсутствуют у папоротника обыкновенного).

## Биология

### Развитие

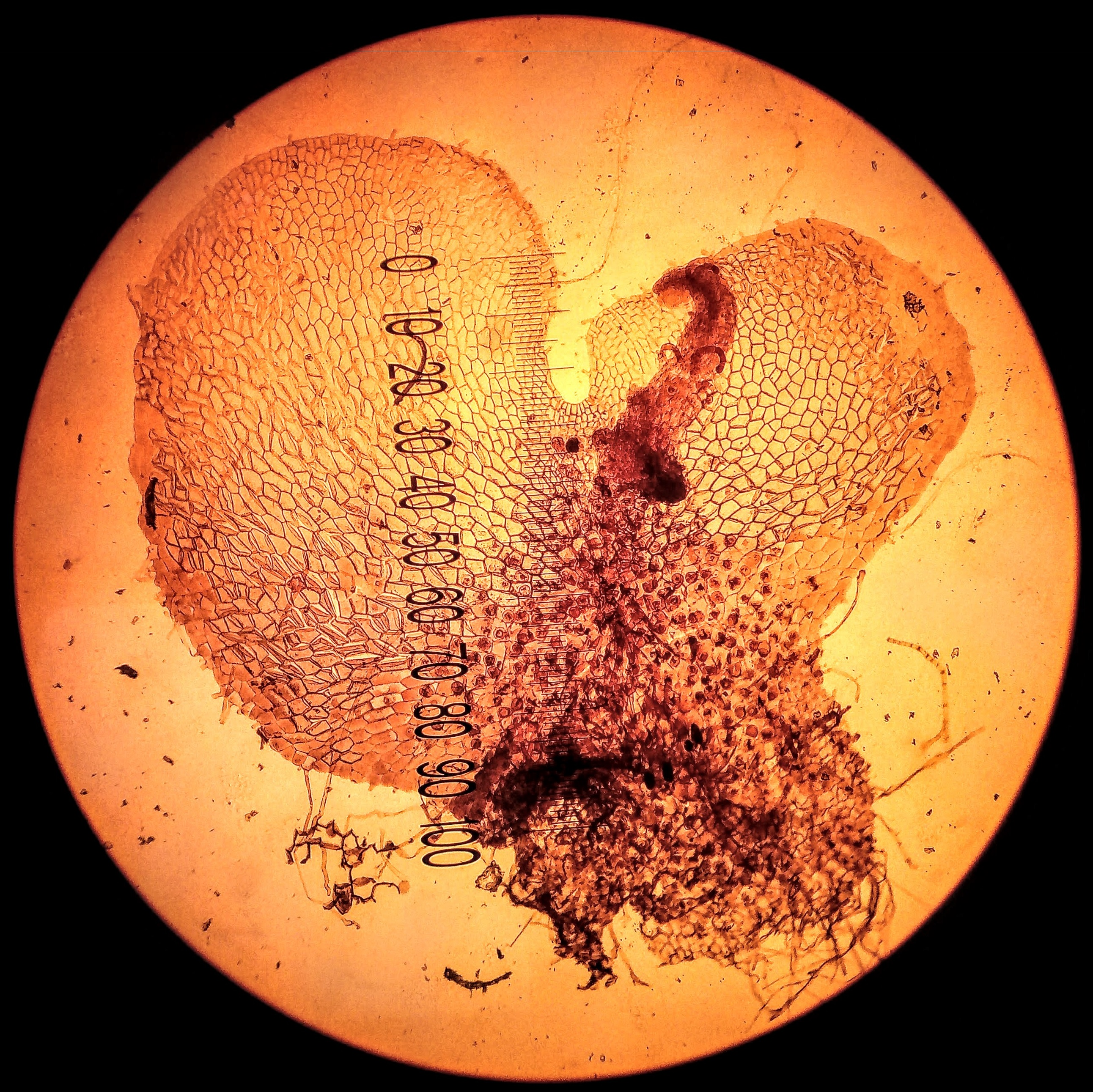
Заросток (проталлус) Polypodium vulgare. Снято с помощью светового микроскопа при увеличении х4.

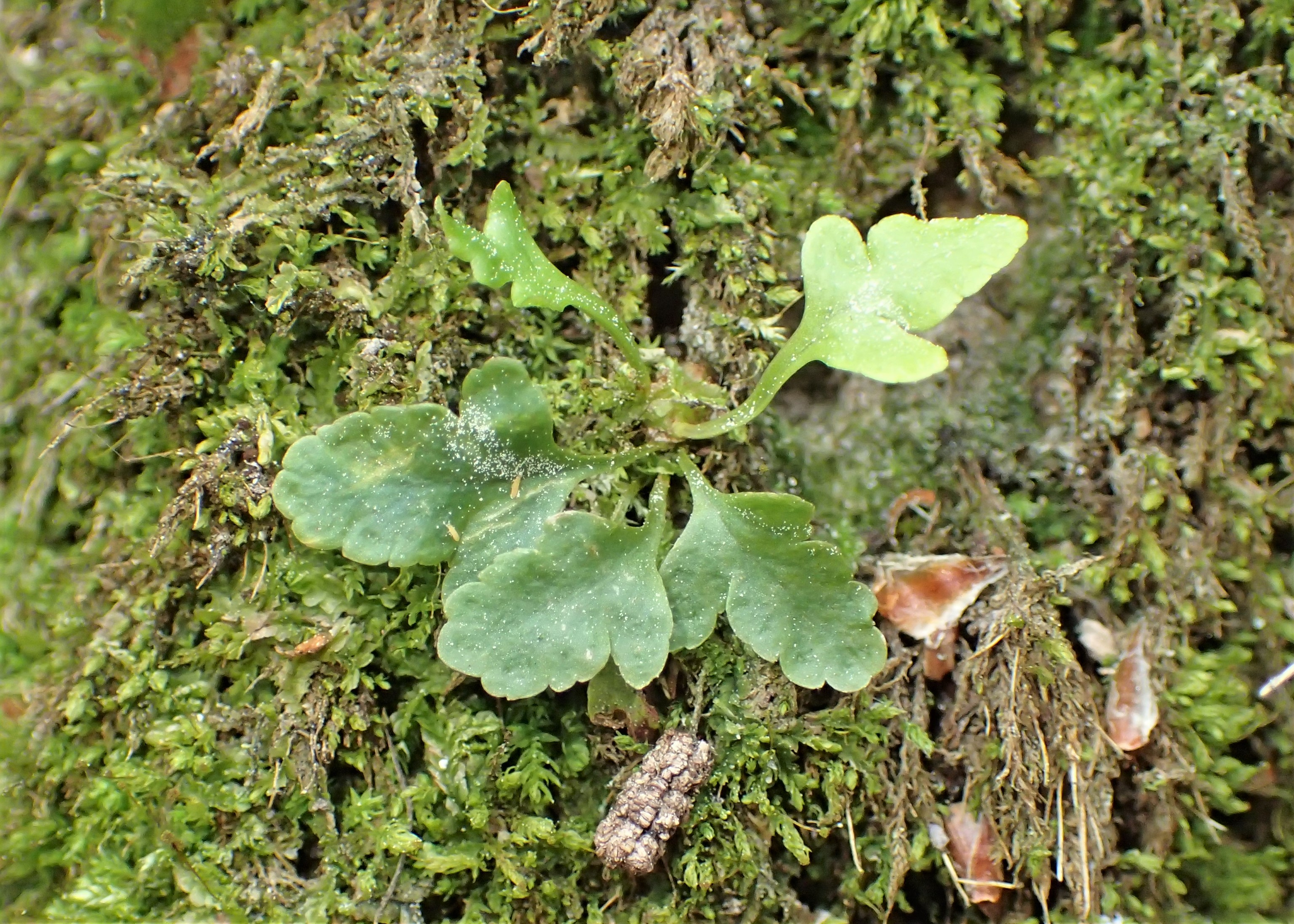
Ювенальное растение

Споры при оптимальных условиях прорастают примерно через 10 дней после рассеивания. Перед прорастанием в клетке споры образуются хлоропласты, которые вместе с капельками жира скапливаются вдоль шва, по которому разрывается спора. Из лопнувшей стенки споры появляется споровая клетка, составляющая на этой стадии развития базальную (первую) клетку заростка. Клетка быстро удлиняется, образуя стадию «нити», и через 30–40 дней начинает делиться. Из базальной клетки появляются первые бледно-коричневые ризоиды. Ещё через несколько дней клетки нити начинают делиться поперечно, образуя стадию «лопасти» (стадия нитевидного гаметофита сохраняется дольше, когда развивающиеся растения имеют высокую плотность). Позже образуется сердцевидный гаметофит в виде зелёного слоевища, с несколькими слоями клеток в центральной части (отсюда название «подушечка»), здесь формируются гранулы. Переднее крыло достигает до 5 мм в диаметре. Антеридии формируются примерно через 50 дней после прорастания (они могут быть сформированы уже на стадии лопасти и нити), а архегонии развиваются через 70 дней в центральной части переднего крыла. Оплодотворение происходит примерно через 80 дней после посева. Зародыш спорофита делится, образуя четыре доли, которые дают начало короткой ножке, встроенной в гаметофит и питающей развивающееся молодое растение, корень, первый, небольшой лист и почку корневища.
Многоножка обыкновенная является гемикриптофитом — её почки зимуют на ползучем корневище, покрытым зимующими стерильными листьями и частью фертильных листьев, причем споры обычно уже пусты. Листья, спороносные в предыдущем сезоне, последовательно отмирают и исчезают к началу следующего лета. Новые листья появляются на корневищах с апреля, а в мае на последующих листьях начинают формироваться споры, которые созревают и высвобождаются с июля до зимы включительно, с пиком спорообразования в августе и сентябре. Споры сохраняют способность к прорастанию в течение многих лет, но с каждым годом она уменьшается на 9% (продолжительность развития гаметофита также увеличивается с возрастом спор, и частота аномалий развития возрастает).
Многоножка обыкновенная является тетраплоидом с числом хромосом 2n = 4x = 148.

## Химический состав
Растение содержит тритерпеноиды, стероиды. В корневищах найдены углеводы и родственные соединения (в %): сахароза 7,62—15,5, глюкоза и фруктоза 4,2, крахмал; органические кислоты (лимонная, яблочная, малоновая), эфирное масло, фенолы и их производные, фенолкарбоновые кислоты (кофейная, хлорогеновая) и их производные; дубильные вещества (2,5—3,7 %), жирное масло, высшие жирные кислоты (пальмитиновая, олеиновая, линолевая, стеариновая). В надземной части обнаружены катехины, флавоноиды (в том числе рутин). Содержание дубильных веществ в листьях достигает 4,1 %.
Растение содержит, среди прочего: экдизоны (до 1% эцидостерона на сухой вес), осладин (стероидный сапонин — соединение в 500 раз слаще сахарозы, причем некоторые источники ошибочно приписывают ему сладость в 3000 раз), хлороглюцин, эфирное масло, дубильные вещества (4,1% в листьях), гликозиды и фитостеролы. Содержание сахарозы в сухом корневище составляет от 7,6 до 8,2% (по некоторым данным, более 15%), гексозы и пентозы присутствуют в меньшем количестве. Из органических кислот преобладают лимонная и яблочная кислоты. Корневище характеризуется высоким содержанием четырёх- и пятикольцевых тритерпенов. Старые источники часто сообщают также о глицирризине как компоненте корневища, но это не подтверждается более поздними публикациями. Эфирное масло папоротника содержит: масляную, капроевую, лауриновую и янтарную кислоты, метилсалицилат, эфиры масляной и изовалериановой кислот, жирные кислоты и смолы, глюкозиды и сапонины. Корневище содержит большое количество калия, натрия, кальция и магния, меньшее количество марганца, алюминия, железа, бария, стронция и следовые количества меди, серебра, никеля и кобальта. В листьях папоротника обнаружены флавонолы: кверцетин, рутин, никотифлорин, а также хлорогеновая кислота и другие. Споры содержат каротиноиды, но не флавоноиды.
Корневище папоротника описано как безопасное для использования в медицинских и пищевых целях в средних дозах, и не было зарегистрировано никаких неблагоприятных эффектов на здоровье человека, кроме редкой и безвредной сыпи. Это растение также не является токсичным для животных. По другим же сведениям растение ядовито.
Корневище папоротника имеет выраженный вкус, по описанию похожий на лакрицу, со слегка пекущим и слабым послевкусием. Запах описывается как довольно неприятный.

## Экология

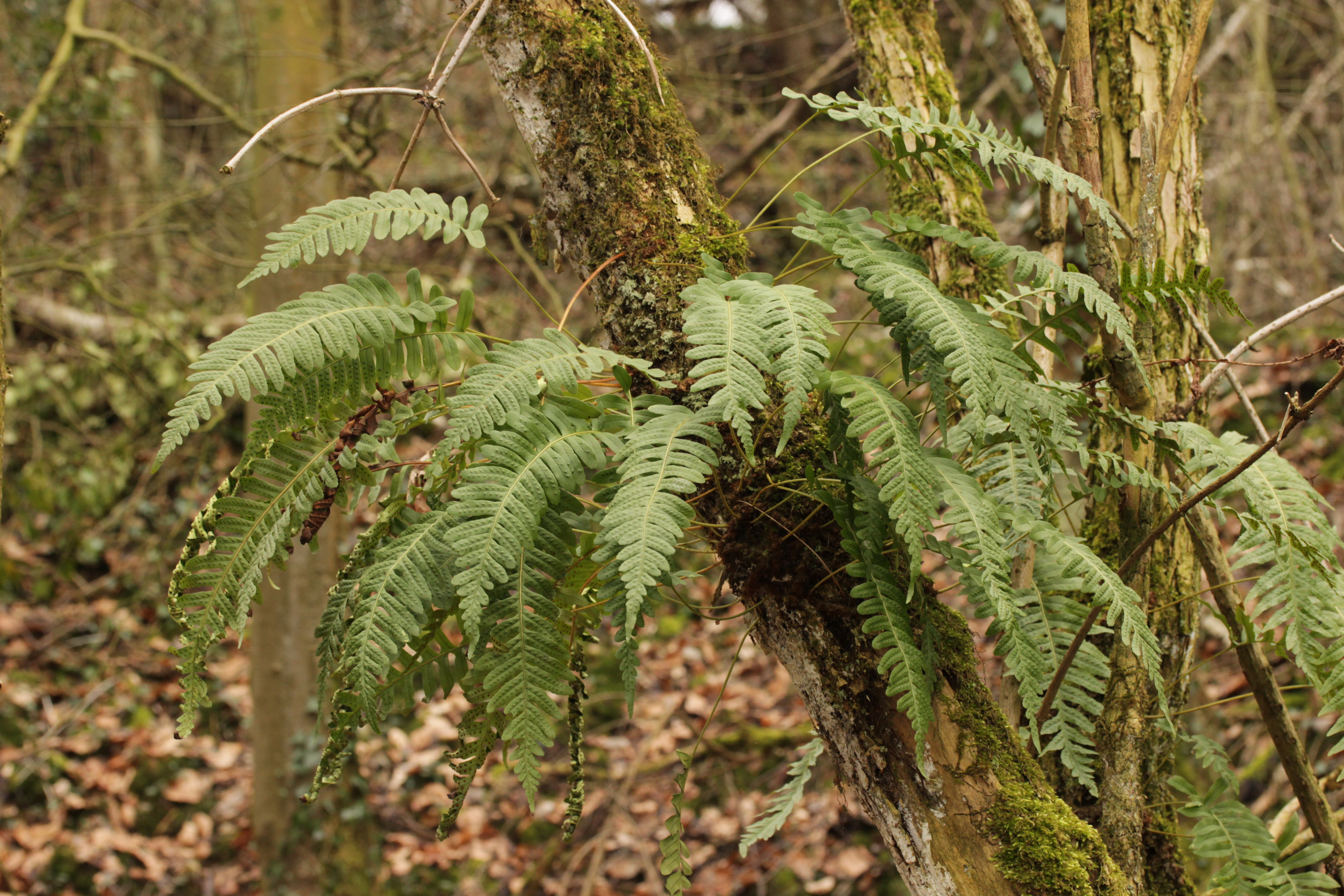
Многоножка как эпифит

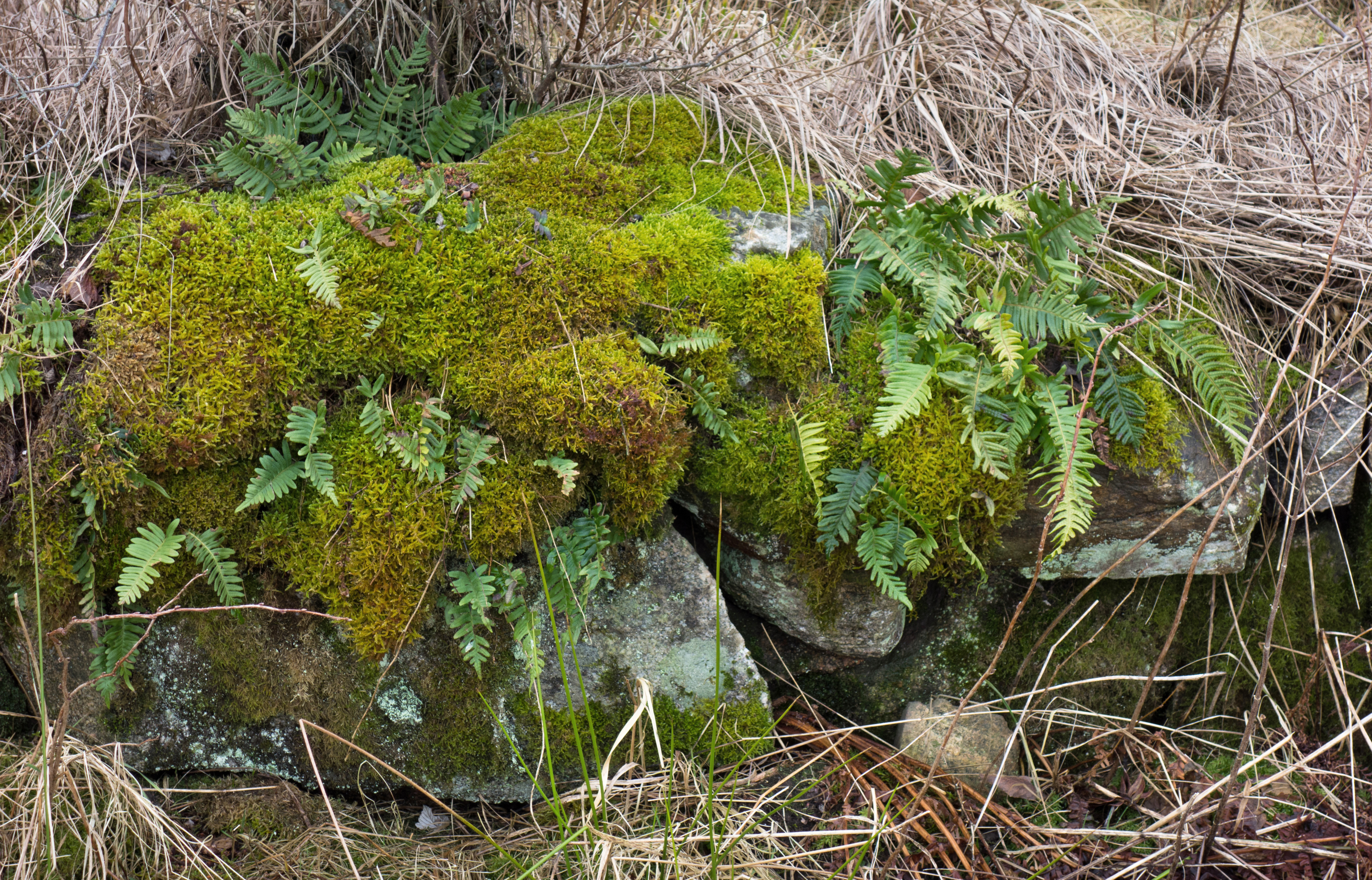
Многоножка и мох на старой стене

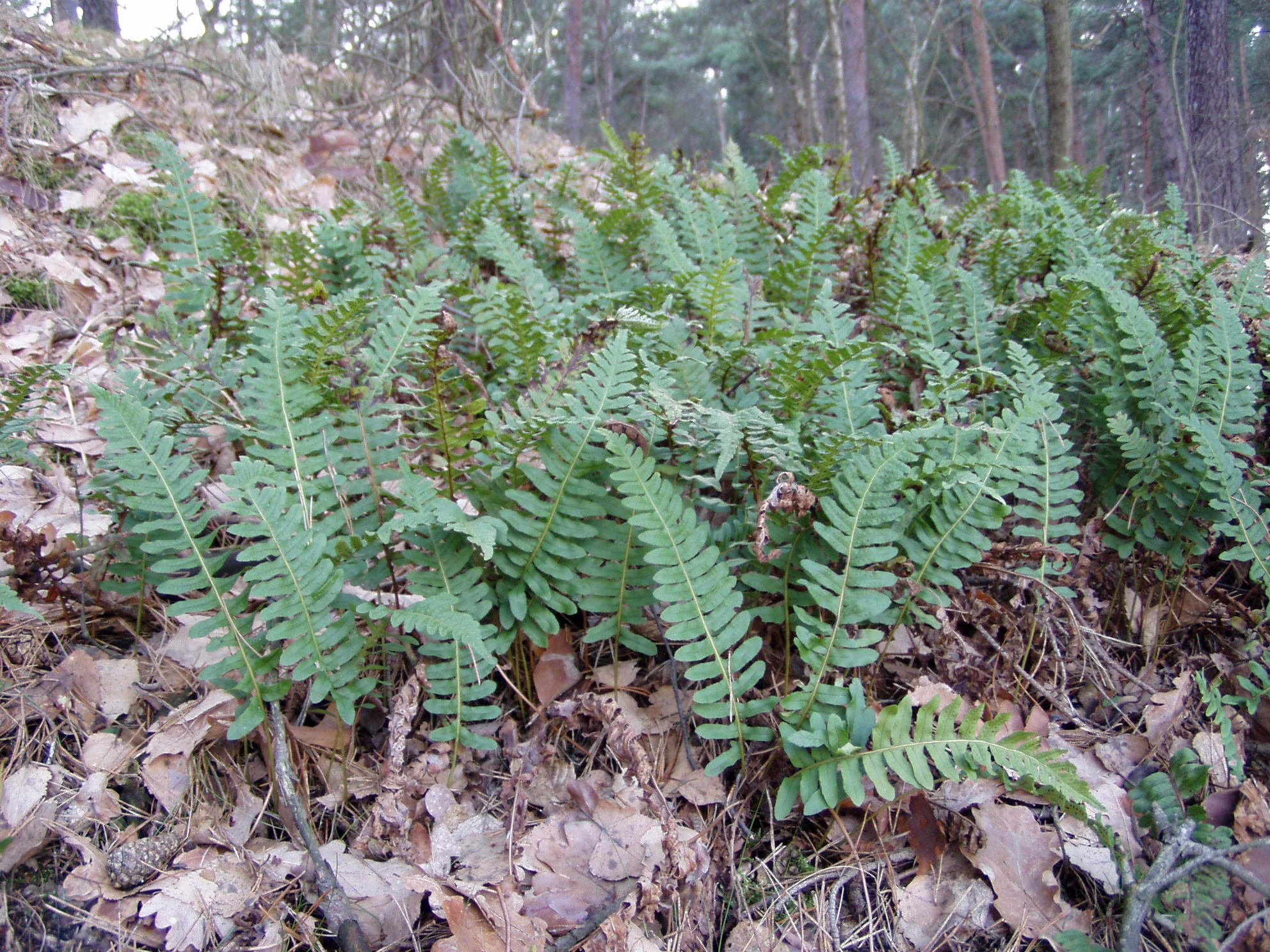
Многоножка в подлеске

Предпочитает почвы с кислой реакцией, но растёт и на нейтральных. Встречается на сухих и свежих, олиго- и мезотрофных почвах, в лесах различных типов — лиственных и хвойных (также в хвойных насаждениях), на склонах, в расщелинах скал и на осыпях. Она также зарастает стены (но редко известняковые) и деревья с кислой корой, особенно дубы — это адвентивный (факультативный) эпифит. В горах Польши обычно растёт в нижних и верхних альпийских лесах и на горных пастбищах на высоте до 1300 м над уровнем моря. В южной части своего ареала растёт в основном в горных районах, поднимаясь там  до 3000 м над уровнем моря.
Вид очень толерантен к экологическим стрессам — хорошо переносит периодическую нехватку воды, высокие и низкие температуры, засоленность. Растёт как в тени, так и на полностью открытых участках, хотя в последнем случае, когда субстрат влажный.
В классификации растительных сообществ этот вид считается характерным для класса группы Asplenietea rupestria. Однако указывается, что вид четко прикреплен к одному порядку сборищ Androsacetalia vandelii, относящихся к этому классу, что означает, что он должен быть характерным видом только для него. Также считается отличительным видом приморского водянико-соснового леса.
Папоротник иногда грызут олени. Листья иногда поедаются мухой Phytomyza scolopendri, кроме того, ими питаются: Eupteryx filicum, Monalocoris filicis и Myzus cymbalariellus (жуки), Otiorhynchus sulcatus (жуки), Heptamelus ochroleucus, Strombocerus delicatulus (перепончатокрылые) и Psychoides filicivora (бабочки).

## Систематика и происхождение
Вид Polypodium vulgare был широко признан в 19-м и на протяжении большей части 20-го века как изменчивый и широко распространенный таксон в северном полушарии, внутри которого были выделены разновидности, отражающие морфологические различия. Более глубокая таксономическая основа этой изменчивости и необходимость выделения второстепенных видов была выявлена во второй половине 20-го века после цитотаксономических исследований и результатов экспериментов по скрещиванию. В конечном итоге были признаны 10 диплоидных и 7 полиплоидных видов, включая 6 аллотетраплоидов и один аллогексаплоид, а также ряд стерильных гибридов между ними, образующих так называемый комплекс Polypodium vulgare. Понимание взаимоотношений между этими таксонами стало возможным, в частности, благодаря секвенированию ДНК.
Скрещивания между различными видами папоротников обычно приводят к появлению стерильных гибридов, но в комплексе P. vulgare скрещивания между различными таксонами сопровождались удвоением хромосомного набора, что привело к появлению 7 фертильных полиплоидных гибридов. Комплекс Polypodium vulgare стал одним из наиболее известных примеров ретикулярной эволюции.
Весь комплекс является сестринской группой для группы Polypodium plesiosorum (эти две группы разделились около 20,59 млн лет назад). В пределах комплекса P. vulgare диплоидные виды образуют четыре клады, два из которых включают представителей, найденных в Азии и Северной Америке, один присутствует на Гавайях и один в Европе. Последний общий предок этих клад появился около 13,6 миллионов лет назад, а дифференциация на современные виды произошла в течение последних нескольких миллионов лет. Polypodium vulgare sensu stricto является аллотетраплоидом, полученным в результате скрещивания диплоидных представителей двух американо-азиатских клад — Polypodium glycyrrhiza D.C. Eaton и Polypodium sibiricum Sipliv. (оба вида встречаются в северной части Северной Америки и восточной Азии).
Polypodium vulgare s.s. как аллотетраплоид является одним из родительских таксонов аллогексаплоидного (6n) переходного папоротника Polypodium interjectum Shivas. Другой родитель является диплоидом — Polypodium cambricum L. (2n диплоид). Те же родительские виды также образуют стерильный гибрид — без удвоенной хромосомной масти — Polypodium ×font-queri Rothm. (3n триплоид). Также стерильным является гибрид Polypodium ×mantoniae Rothm. (5n — пентаплоид), который возникает от беккросса между P. interjectum и P. vulgare.

### Дочерние таксоны и синонимы

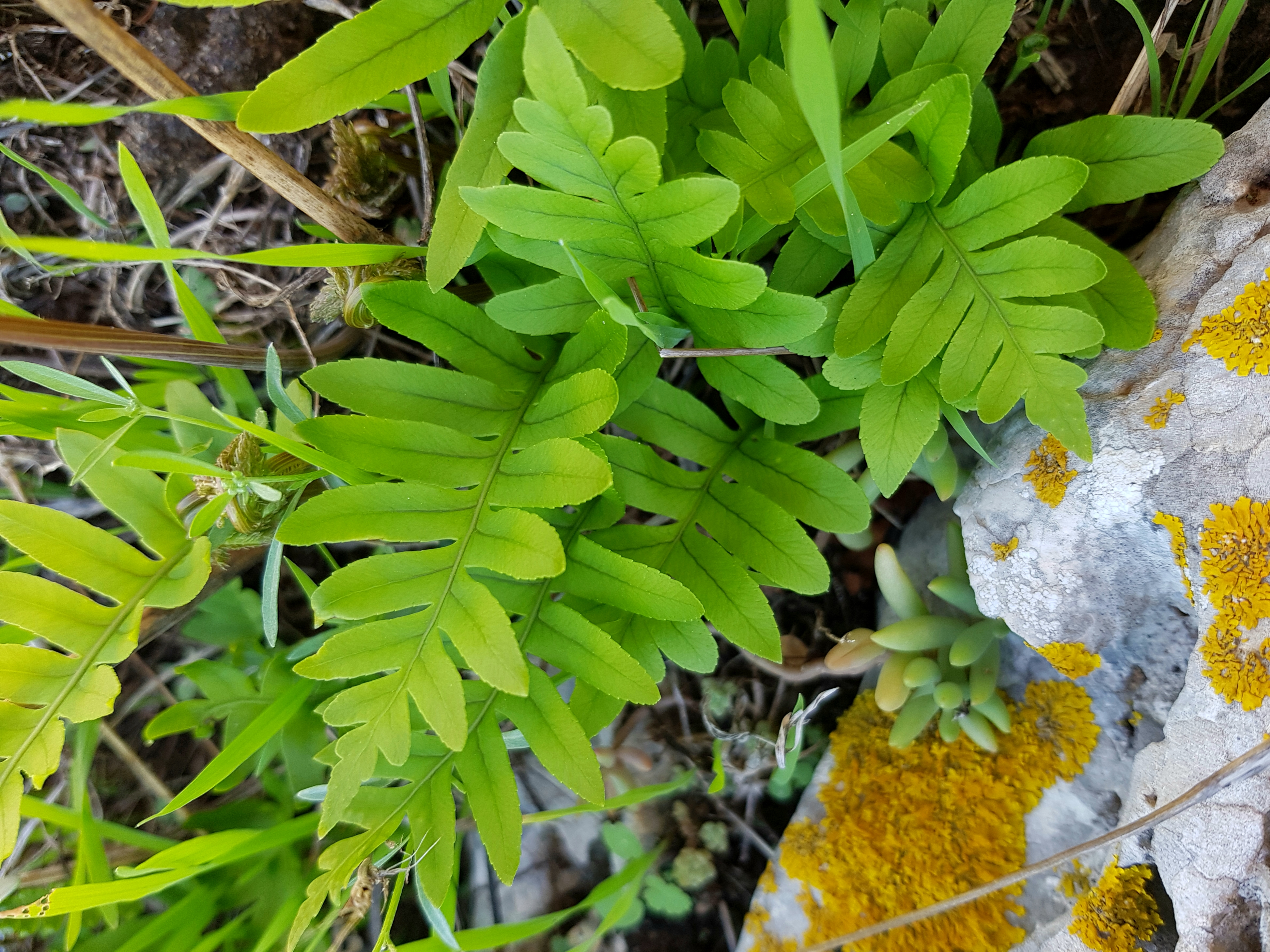
Листья крупным планом

Согласно данным GBIF на декабрь 2022, вид включает три подвида, две разновидности и две формы:
- Polypodium vulgare subsp. azoricum Carv., 1968
- Polypodium vulgare subsp. melitense Peroni, G.Peroni & Mifsud
- Polypodium vulgare subsp. vulgare L.
  - ≡ Ctenopteris vulgaris (L.) Newman
  - = Polypodium auritum Willd.
  - = Polypodium boreale Salisb.
  - = Polypodium commune DC.
  - = Polypodium laciniatum Lam.
  - = Polypodium officinale Gueldenst.
  - = Polypodium pinnatifidum Gilib.
  - = Polypodium vulgare f. abbreviatum Wirtg.
  - = Polypodium vulgare f. alatum (Christ) Semler
  - = Polypodium vulgare f. attenuatum Gilbert
  - = Polypodium vulgare f. attenuatum Milde
  - = Polypodium vulgare f. auriculatum Wirtg.
  - = Polypodium vulgare f. commune Milde
  - = Polypodium vulgare f. crenatum Wirtg.
  - = Polypodium vulgare f. cuspidatum Wirtg.
  - = Polypodium vulgare f. integrum Wirtg.
  - = Polypodium vulgare f. oppositum Wirtg.
  - = Polypodium vulgare f. platylobum (Christ) Semler
  - = Polypodium vulgare f. sinuosum (Christ) Semler
  - = Polypodium vulgare subsp. issaevii Askerov & A.E.Bobrov
  - = Polypodium vulgare subsp. rotundatum (Milde) Askerov
  - = Polypodium vulgare subsp. rotundatum Milde
  - = Polypodium vulgare subsp. zuvandicum (Askerov & A.E.Bobrov) Askerov
  - = Polypodium vulgare subsp. zuvandicum Askerov & A.E.Bobrov
  - = Polypodium vulgare var. angustum Hausm.
  - = Polypodium vulgare var. attenuatum (Milde) Milde
  - = Polypodium vulgare var. auritum (Willd.) Rey-Pailh., 1895
  - = Polypodium vulgare var. auritum Wallr.
  - = Polypodium vulgare var. commune (Milde) Milde
  - = Polypodium vulgare var. compositum J.J.Schmitz & Regel
  - = Polypodium vulgare var. compositum Strempel
  - = Polypodium vulgare var. genuinum Gren.
  - = Polypodium vulgare var. platylobum Christ
  - = Polypodium vulgare var. simplex Strempel
  - = Polypodium vulgare var. vulgare
- Polypodium vulgare var. auritum Gilbert, 1899
- Polypodium vulgare var. eatonii Baker
- Polypodium vulgare f. pygmaeum (Schur) M.Broun
  - ≡ Polypodium vulgare var. pygmaeum Schur
- Polypodium vulgare f. vulgare

### Номенклатурная цитата[16]
2. P. vulgare L. Sp. pl. (1753) 1085; Ldb. Fl. Ross. IV, 508; Шмaльг. II, 686; Крыл. Фл. 3ап. Сиб., 45. Ic.: Luerss. Farnpfl. f. 66–67.;  Федч. и Фл. Фл. Евр. Росс. рис. 16. — Exs.: Sredinsky Herb. crypt. Ross., n° 1. М. обыкновенная или сладкий папоротник.

## Значение и применение
Растение может быть использовано как декоративное садовое, но считается малоперспективным.
Корневища включены в фармакопею Нидерландов, их используют в гомеопатии; в народной медицине применяют как мягчительное, отхаркивающее, анальгезирующее — при головной боли, подагре, гастралгии, артралгиях, ушибах (в виде компрессов); противовоспалительное, антисептическое, диуретическое, желчегонное (желчегонное действие подтверждено экспериментально), потогонное, слабительное. В Болгарии корневища используют при бронхопневмонии, в Великобритании — при эпилепсии.
Эфирное масло, извлекаемое из корневищ, в индийской медицине применяют как слабительное; в ветеринарии — при цистицеркозе у свиней и жвачных животных.
Листья используют как отхаркивающее, улучшающее аппетит, при дерматозах; на Кавказе — как противоопухолевое, при артралгиях.

## Выращивание

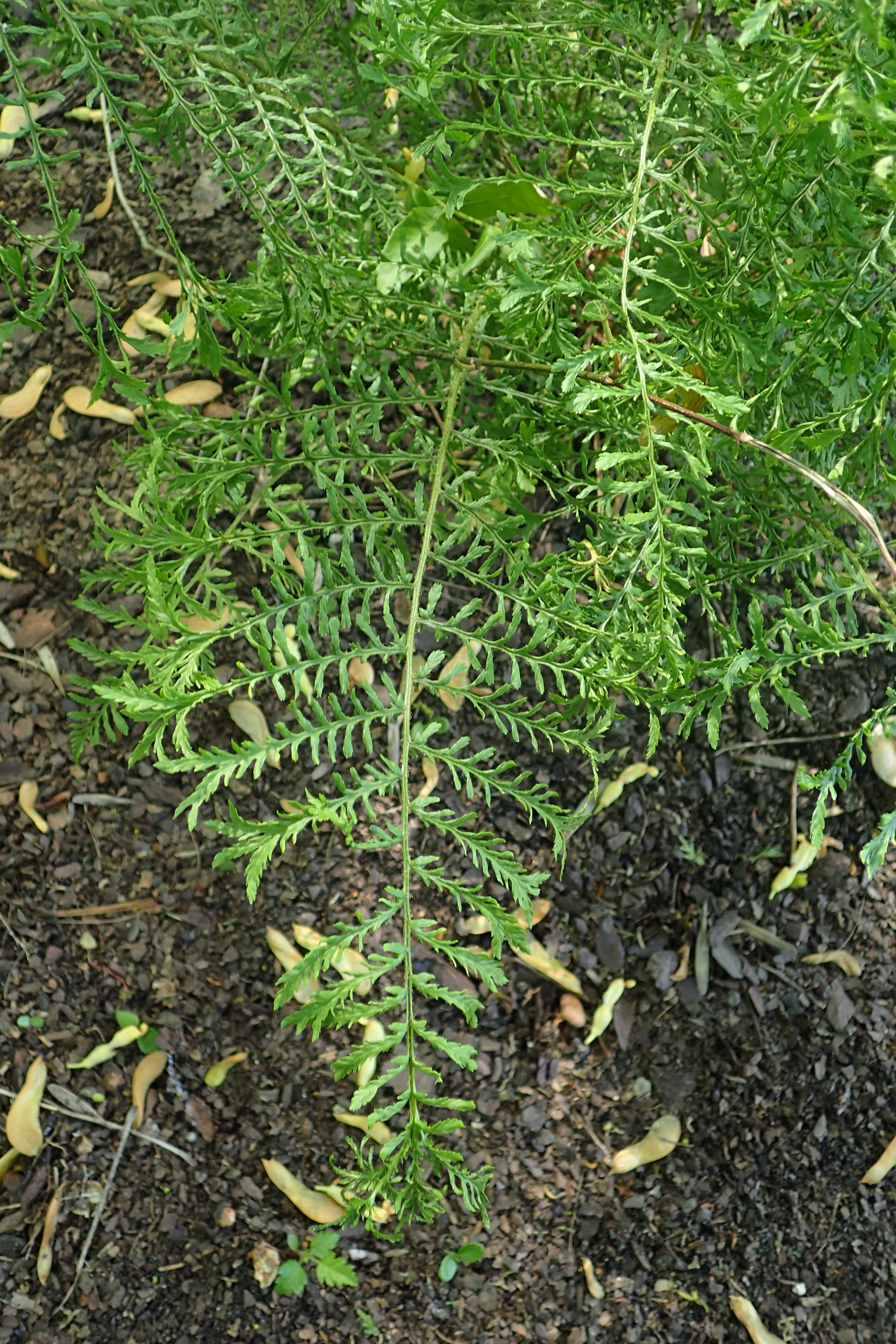
Сорт 'Bifido Multifidum'

Споры для посева рекомендуется собирать вместе с листьями в августе и начале сентября — когда споры созревают. Листья со спорами помещают между листами бумаги, где они выделяют споры (в виде светло-жёлтой пыли). При сборе спор непосредственно с листьев есть риск собрать их незрелыми или заключенными в споры, где они впоследствии могут прорасти. Рекомендуется высевать споры в феврале, что позволяет гаметофитам развиваться в оптимальный для них период, т.е. в летние месяцы. Прорастание спор происходит во влажной, гумусированной почве или на стерилизованном торфе или агаре, смоченном бедной минеральными солями средой Кнопа. Молодые растения необходимо поддерживать в очень влажном состоянии. Рекомендуется высаживать двухлетние растения в грунт.
Папоротник обыкновенный легко размножается в культуре in vitro — его боковые почки и апикальные меристемы легко сохраняются в обезвоженном состоянии (по этой причине его иногда относят к растениям-ресурсам. Корневища также можно делить, причем оптимально это делать весной. Из-за разрастания растений при их посадке рекомендуется соблюдать расстояние между ними около 30 см.
Растения лучше всего растут в проницаемой компостной почве и гумусной почве, в легкой и песчаной почве, на различных освещенностях, кроме северной, как на солнце, так и в частичной тени и полутени. Они подходят для выращивания в периодически сухих местах. Без ограничений они могут покрывать большие площади. При тепличном выращивании папоротник растет в течение всего года, систематически производя новые листья и споры. Растения этого вида очень морозоустойчивы — их можно выращивать до 3-й зоны зимостойкости.
Были выведены следующие культивары:
- 'Bifido-Cristatum' ('Grandiceps') — концы сегментов листа вильчатые, верхушка листа веерообразная, шире, чем листовая пластинка внизу,
- 'Bifidum' — концы сегментов листьев вильчатые,
- 'Bifido-Multifidum' — концы сегментов листьев вильчатые, листья перисто-раздельные[69],
- 'Elegantissimum' — листья трифолиатные, дважды и одиночно перисто-раздельные (похожий культивар 'Cornubiense Grandiceps' с более сильно морщинистыми, розетковидными кончиками листьев считается происходящим от гибрида P. ×mantoniae),
- 'Jean Taylor' — листья трижды и четырежды перисто-раздельные, с сильно морщинистыми, розеткообразно утолщенными кончиками листьев.

## Культурное присутствие

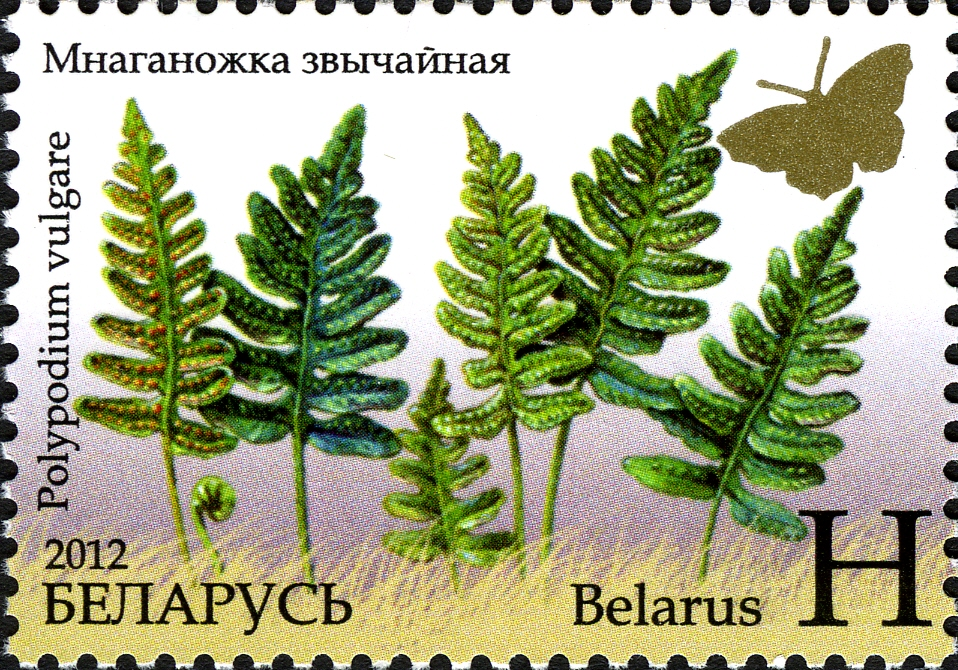
Папоротник обыкновенный на почтовой марке

Согласно легендам из Норвегии, папоротник возник, когда грудное молоко Марии из Назарета капнуло в расщелину скалы. В связи с этим его называют "Mariebregne". Таким же образом в Дании называют вид «папоротником Марии».
В Польше, в регионе Кельце, существует легенда о том, что Мария и Иосиф, спасаясь от Ирода, накормили голодного младенца Иисуса этим растением. Благодаря Иисусу, в память об этом событии папоротник должен был потерять свою горечь и стать пищей для голодных.
В Подгале же считалось, что корневища папоротника — самая популярная пища для кабанов. В окрестностях Новы-Тарга папоротник был священным вместе с другими травами. В Пшеворске считалось, что отвар из папоротника внушает любовь тому, кому его дают.